# Municipio de Pitman
El municipio de Pitman (en inglés: Pitman Township) es un municipio ubicado en el condado de Montgomery en el estado estadounidense de Illinois. En el año 2010 tenía una población de 508 habitantes y una densidad poblacional de 5,39 personas por km².

## Geografía
El municipio de Pitman se encuentra ubicado en las coordenadas 39°23′42″N 89°38′37″O / 39.39500, -89.64361. Según la Oficina del Censo de los Estados Unidos, el municipio tiene una superficie total de 94.33 km², de la cual 94,3 km² corresponden a tierra firme y (0,03 %) 0,03 km² es agua.

## Demografía
Según el censo de 2010, había 508 personas residiendo en el municipio de Pitman. La densidad de población era de 5,39 hab./km². De los 508 habitantes, el municipio de Pitman estaba compuesto por el 99,21 % blancos, el 0,39 % eran afroamericanos y el 0,39 % eran de una mezcla de razas. Del total de la población el 0,79 % eran hispanos o latinos de cualquier raza.